# Jacques Cathelineau

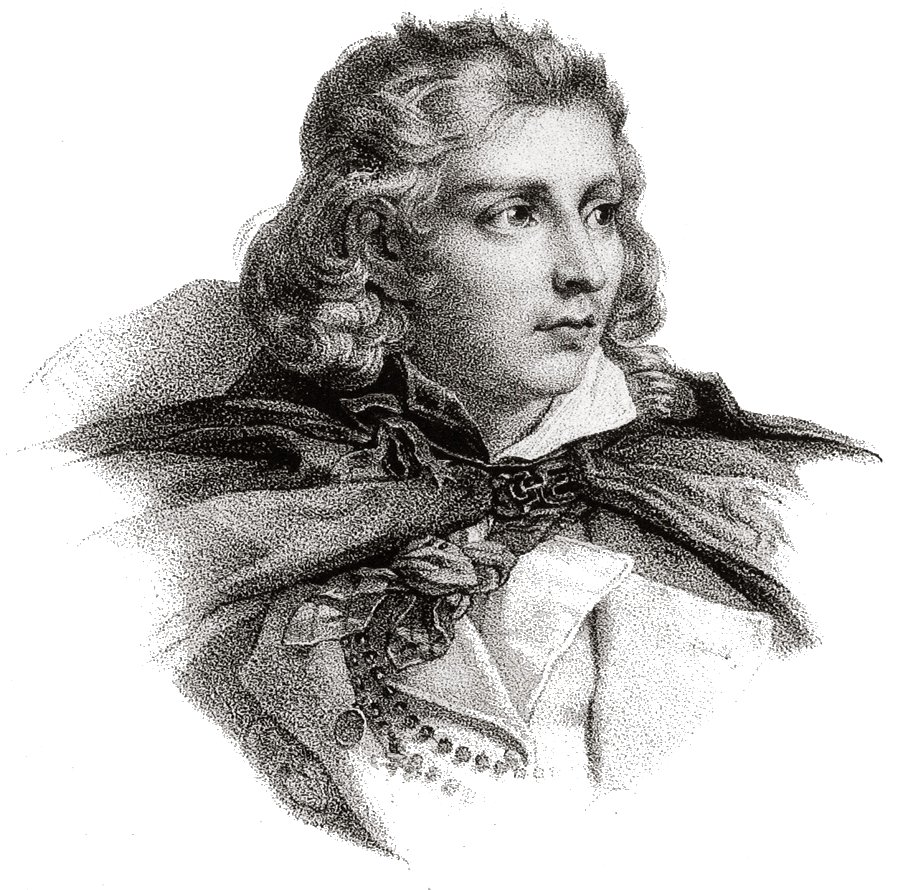
Jacques Cathelineau

Jacques Cathelineau ps. święty z Anjou (ur. 5 stycznia 1759 w Pin-en-Mauges, zm. 14 lipca 1793) w Saint-Florent-le-Vieil) – przywódca powstania w Wandei w czasie rewolucji francuskiej.
Pod wpływem agitacji rojalistów i księży (decydującą rolę odegrała zachęta ze strony proboszcza parafii, w której Cathelineau, człowiek niezwykle pobożny, był zakrystianem) rozpoczął 10 marca 1793 tworzenie oddziałów zbrojnych, złożonych przeważnie z chłopów, na czele których wystąpił przeciwko władzom rewolucyjnym w departamencie Wandei. Szybko opanował miasta Jallais, Chemillé, Cholet, Vihiers i Chalonnes, rekrutując po drodze kolejnych chętnych do walki. Na tym etapie walk operował siłami ok. 3 tys. ludzi. Mimo dużego autorytetu wśród chłopów, nie był jednak w stanie przekształcić swoich oddziałów w zdyscyplinowane formacje - chłopi po wygranych potyczkach rozchodzili się do domów i nie zawsze wracali do walki. Po połączeniu się z kolejnymi oddziałami partyzantki antyrewolucyjnej Bonchampsa, Stoffleta i d’Elbéego zdobył na przełomie kwietnia i maja Beaupréau, Fontenay-le-Comte i Saumur.
23 czerwca powstańcy zdobyli słabo bronione Angers i wyruszyli w stronę Nantes. Cathelineau zdołał zgromadzić pod swoją komendą 40 tys. chłopów, wojowniczych, lecz słabo uzbrojonych i wyćwiczonych. Dodatkowe wsparcie otrzymał w postaci dziesięciotysięcznego oddziału de Charette'a. Chłopi, jak i sam Cathelineau, nie mieli jednak zbytniego pojęcia o zasadach prowadzenia oblężenia i w rezultacie ponosili same klęski w starciu z zaledwie 12 tys. obrońców. Cathelineau sam walczył w pierwszym szeregu i 29 czerwca, gdy szturmował bramę miasta Rennes, został ciężko postrzelony przez strzelca wyborowego. Na ten widok chłopi odstąpili od oblężenia i rozpierzchli się.
Cathelineau został przeniesiony do Saint-Florent-le-Vieil, gdzie 14 lipca umarł z ran. W miasteczku została wzniesiona kaplica na jego cześć.